# Florian Freitag
Florian Freitag (* 31. März 1992 in Dortmund) ist ein deutscher Handballspieler.
Der 1,89 m große Rechtshänder und wird überwiegend als mittlerer Rückraumspieler eingesetzt.

## Karriere
Florian Freitag kam 2009 vom OSC Dortmund in die Jugendabteilung von GWD Minden, wurde mit der A-Jugend 2010 deutscher Vizemeister und absolvierte elf Länderspiele für die deutsche Junioren-Nationalmannschaft. Ab 2011 stand er im erweiterten Aufgebot für die erste Mannschaft, spielte jedoch zunächst fast ausschließlich für die zweite Mannschaft in der 3. Liga. Erst in der Saison 2014/15 bekam Freitag zunehmend Spielanteile in der Bundesliga, als Minden mit enormen Verletzungsproblemen von Stammspielern zu kämpfen hatte. Aufgrund seiner guten Leistungen verlängerte man seinen auslaufenden Vertrag bis 2017. Anschließend wechselte er zur HSG Burgwedel. Im Sommer 2019 schloss er sich dem Drittligisten TuS Vinnhorst an. Er wechselte zur Saison 2022/2023 zurück zur HSG Burgwedel in die Oberliga.

## Erfolge
- Deutscher A-Jugend-Vizemeister 2010 mit GWD Minden